# Isola Malyš
L'isola Malyš (in russo Остров Малыш, ostrov Malyš, in italiano "isola piccina") è un'isola russa che fa parte dell'arcipelago di Severnaja Zemlja ed è bagnata dal mare di Kara.
Amministrativamente fa parte del distretto di Tajmyr del Territorio di Krasnojarsk, nel Distretto Federale Siberiano.

## Geografia
L'isola è situata 3,2 km a est della costa centro-orientale dell'isola della Rivoluzione d'Ottobre ed è separata da essa dallo stretto Uzkij (пролив Узкий, proliv Uzkij). 1,8 km a nord si trova invece l'isola Najdënyš.
L'isola è di forma ovale, disposta in direzione nord-sud, e raggiunge una lunghezza massima di circa 950 m; l'altezza massima è di 28 m. Le coste sono piatte e lisce.

## Isole adiacenti
- Isola Najdënyš (остров Найдёныш, ostrov Najdënyš), a nord.
- Isole Matrosskie (острова Матросские, ostrova Matrosskie), a nord-nord-est.
- Isola Suchoj (остров Сухой, ostrov Suchoj), a nord-est.